# Aneta Kaczorowska
Aneta Kaczorowska (ur. 20 marca 1975) – polska judoczka.
Była zawodniczka klubów: MKS Sieradz (1988-1989), MKS Pałac Młodzieży Łódź (1990-1995), AZS OŚ Łódź (1996-1999). Czterokrotna brązowa medalistka mistrzostw Polski seniorek (1996 i 1997 w kategorii powyżej 72 kg, 1998 i 1999 w kategorii powyżej 78 kg).